# Рока Порена (Перуђа)
Рока Порена је насеље у Италији у округу Перуђа, региону Умбрија.
Према процени из 2011. у насељу је живело 73 становника. Насеље се налази на надморској висини од 704 м.